# FK Šinnik Jaroslavl
FK Šinnik Jaroslavl (rusky Футбольный клуб «Шинник» Ярославль) je ruský fotbalový klub z Jaroslavle. Klub byl založen v roce 1957 a svoje domácí utkání hraje na stadionu Šinnik s kapacitou 22 990 diváků. Klubové barvy jsou modrá a černá.